# Michael Spinks

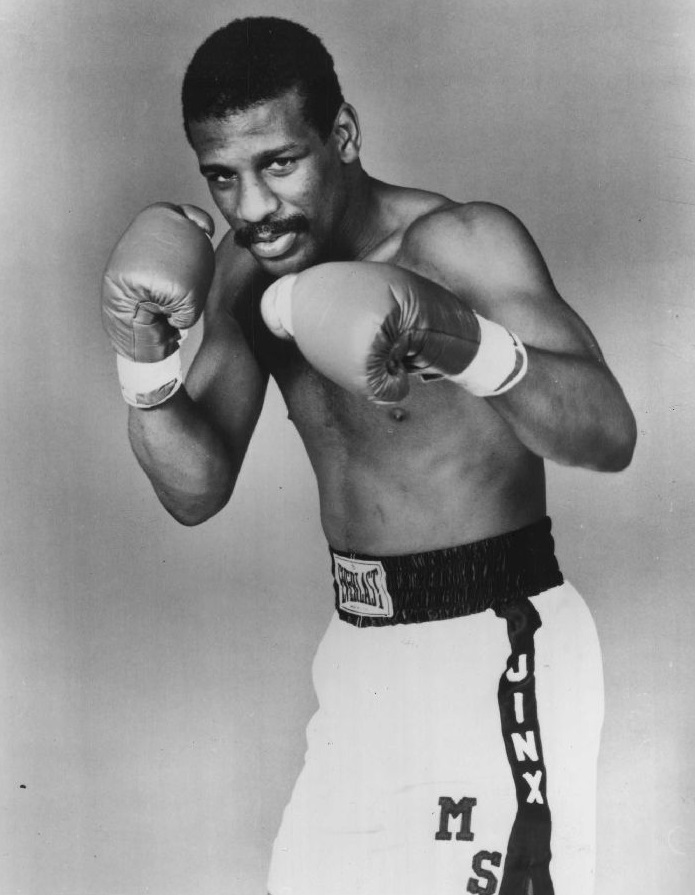
Michael Spinks (1987)

Michael Spinks (Saint Louis (Missouri), 13 juli 1956) is een voormalig Amerikaans bokser. Michael Spinks wordt beschouwd als een van de grootste kampioenen in het lichtzwaargewicht, later werd hij tevens zwaargewichtkampioen. Zijn bijnaam Jinx rijmt met Spinks. Zijn rechterhand kreeg ook een bijnaam: The Spinks Jinx. 
Michael is de jongere broer van Leon Spinks, die de wereldtitel in het zwaargewicht van Muhammad Ali won. 
Als amateur had Spinks een record van 93 gewonnen wedstrijden, waarvan 35 door knock-out, tegenover 7 verliespartijen. Hij won als middengewicht de gouden medaille op de Olympische Spelen van 1976 in Montreal, Canada.
Michael Spinks bokste in totaal 32 profpartijen. Spinks won 31 maal, waarvan 21 keer door knock-out en verloor slechts eenmaal toen hij in 1988 in de eerste ronde knock-out ging tegen Mike Tyson.  
1904: Charles Mayer ·
1908: John Douglas ·
1920: Harry Mallin ·
1924: Harry Mallin ·
1928: Piero Toscani ·
1932: Carmen Barth ·
1936: Jean Despeaux ·
1948: László Papp ·
1952: Floyd Patterson ·
1956: Gennadi Sjatkov ·
1960: Eddie Crook ·
1964: Valeri Popentsjenko ·
1968: Chris Finnegan ·
1972: Vjatsjeslav Lemesjev ·
1976: Michael Spinks ·
1980: José Gómez ·
1984: Shin Joon-sup ·
1988: Henry Maske ·
1992: Ariel Hernández ·
1996: Ariel Hernández ·
2000: Jorge Gutiérrez ·
2004: Gaidarbek Gaidarbekov ·
2008: James DeGale ·
2012: Ryōta Murata ·
2016: Arlen López ·
2020: Hebert Conceição ·
2024: Oleksandr Chyzjnjak